# Anemundo de Lyon
San Anemundo, también conocido como Annemund, Aunemundus, Chamond, fue un obispo de Lyon. Su padre, Sigon, fue prefecto en Lyon mientras que su hermano, Dalfin, fue conde de Lyons.
Anemundo fue consejero de Clodoveo II y amigo de Wilfrid. Murió en 658. Según Beda (Historia ecclesiastica gentis Anglorum v.19), esto ocurrió durante el reinado de la reina Batilda de Ascania. 
Su festividad es el 28 de septiembre. La comuna francesa de Saint-Chamond se llama así en honor a él. 